# Maldive Village
Maldive Village ist ein Ort auf der Insel Mahé im Inselstaat Seychellen.

## Geographie
Der Ort liegt zusammen mit La Gogue, De Quincey und Ma Constanze in dem nach Osten offenen Tal zwischen den Anhöhen von Glacis im Norden und den Bergen von Beau Vallon an der Ostküste von Mahé. Er liegt oberhalb der Bucht von Anse Étoile mit Blick auf die Insel Hodoul Island.